# Хоружев, Никита Сергеевич
Никита Сергеевич Хоружев (род. 7 августа 2003, Нижнекамск, Татарстан) — российский хоккеист, нападающий.

## Биография
Воспитанник нижнекамского «Нефтехимика». В сезоне 2019/20 был в «Зиланте» Казань. В сезонах 2021/22 — 2023/24 играл за команду МХЛ «Реактор». В сезоне 2023/24 дебютировал в составе «Нефтехимика» в КХЛ, также играл за «Ижсталь» в ВХЛ.